# Turček
Turček (allemand : [Ober-]Turz, hongrois : Turcsek) est un village de Slovaquie situé dans la région de Žilina.

## Histoire
La première mention écrite du village date de 1371.

## Démographie

### Évolution de la population
| Année:               | 1994. | 2004.   | 2014.   | 2024.   |
| -------------------- | ----- | ------- | ------- | ------- |
| Nombre de personnes: | 678   | 694     | 648     | 621     |
| Différence:          |       | +2,35 % | -6,62 % | -4,16 % |

| Année:               | 2023. | 2024.   |
| -------------------- | ----- | ------- |
| Nombre de personnes: | 631   | 621     |
| Différence:          |       | -1,58 % |